# Бердянська міська рада
Бердя́нська міська́ ра́да — адміністративно-територіальна одиниця та орган місцевого самоврядування у Запорізькій області. Адміністративний центр — місто обласного значення Бердянськ.

## Загальні відомості
- Територія ради: 80 км²
- Населення ради: 116 204 особи (станом на 1 січня 2017 року)[1]
- Водоймища на території, підпорядкованій даній раді: Азовське море

## Населені пункти
Міській раді підпорядковані населені пункти:
- м. Бердянськ
- Нововасилівська сільська рада
  - с. Нововасилівка
  - с. Роза
  - с-ще Шовкове

## Склад ради
Рада складається з 38 депутатів та голови.
- Голова ради: Чепурний Володимир Павлович
- Секретар ради: Холод Олексій Олексійович

### Керівний склад попередніх скликань
| Прізвище, ім'я, по батькові | Основні відомості                                                                      | Дата обрання                      | Дата звільнення |
| --------------------------- | -------------------------------------------------------------------------------------- | --------------------------------- | --------------- |
| Баранов Валерій Олексійович | Міський голова, 1957 року народження, член Народної партії                             | 26.04.1998 (8.12.2020-16.11.2021) | 01.11.2007      |
| Шаповалов Євгеній Іванович  | Міський голова, 1951 року народження, безпартійний                                     | 16.03.2008                        | 31.10.2010      |
| Бакай Олексій Анатолійович  | Міський голова, освіта вища, член Партії регіонів                                      | 31.10.2010 (8.12.1994-16.11.1998) | 15.11.2015      |
| Чепурний Володимир Павлович | Міський голова, 1955 року народження, освіта вища, член політичної партії «Наш край»   | 15.11.2015                        | 8.12.2020       |
| Свідло Олександр Петрович   | В.О. міського голови, 1976 року народження, освіта вища, член політичної партії «ОПЗЖ» | 16.11.2021                        |                 |

Примітка: таблиця складена за даними сайту Верховної Ради України та ЦВК

### Місцеві вибори
За результатами місцевих виборів 2020 року до міської ради пройшли партії: "Слуга народу" — 8 (21.05%), "Наш край" — 7 (18.42%), "Опозиційний блок" — 4 (10.53%), "Європейська Солідарність" — 4 (10.53%).

### Депутати VI скликання
За результатами місцевих виборів 2010 року:
- Кількість депутатських мандатів у раді: 60
- Кількість депутатських мандатів, отриманих кандидатами у депутати за результатами виборів: 59
- Кількість депутатських мандатів у раді, що залишаються вакантними: 1

#### За суб'єктами висування
| Суб'єкт висування                                       | Кількість обраних депутатів | %    |
| ------------------------------------------------------- | --------------------------- | ---- |
| Партія регіонів                                         | 28                          | 47,5 |
| Соціалістична партія України                            | 12                          | 20,3 |
| Народна партія                                          | 4                           | 6,8  |
| Політична партія Всеукраїнське об'єднання «Батьківщина» | 4                           | 6,8  |
| Комуністична партія України                             | 3                           | 5,1  |
| Політична партія «Фронт Змін»                           | 3                           | 5,1  |
| Партія «Русь»                                           | 2                           | 3,4  |
| Політична партія «Сильна Україна»                       | 2                           | 3,4  |
| Партія Зелених України                                  | 1                           | 1,7  |

#### За округами
| № округу                                                | Прізвище, ім'я, по батькові        | Дата визнання обраним | Освіта  | Партійна приналежність | Відомості про обраного депутата                                                                          |
| ------------------------------------------------------- | ---------------------------------- | --------------------- | ------- | ---------------------- | --- |
| Комуністична партія України                             |                                    |                       |         |                        | |
| б/м                                                     | Шаповал Юрій Альбертович           | 05.11.2010            | вища    | КПУ                    | пенсіонер                                                                                                |
| б/м                                                     | Попова Ірина Олександрівна         | 05.11.2010            | вища    | КПУ                    | ПП «Україна — плюс», директор                                                                            |
| б/м                                                     | Бурда Володимир Михайлович         | 18.06.2014            | вища    | КПУ                    | пенсіонер                                                                                                |
| Народна Партія                                          |                                    |                       |         |                        | |
| б/м                                                     | Гречка Віктор Миколайович          | 05.11.2010            | вища    | Народна партія         | ПП «Бердянськміськбуд», директор                                                                         |
| б/м                                                     | Путря Сергій Валерійович           | 06.11.2010            | середня | Народна партія         | приватний підприємець                                                                                    |
| 4                                                       | Гречка Віталій Вікторович          | 05.11.2010            | вища    | Народна партія         | ТОВ «Азовекспресбуд», юрист-консульт                                                                     |
| 12                                                      | Канаров Вадим Антонович            | 05.11.2010            | вища    | Народна партія         | приватний підприємець                                                                                    |
| Партія Зелених України                                  |                                    |                       |         |                        | |
| 6                                                       | Бакай Дмитро Олексійович           | 05.11.2010            | вища    | позапартійний          | ТОВ «Укр-будінвест і К», директор                                                                        |
| Партія регіонів                                         |                                    |                       |         |                        | |
| б/м                                                     | Проскурницька Ірина Миколаївна     | 05.11.2010            | вища    | Партія регіонів        | Противотуберкульозний дитячий санаторій, директор                                                        |
| б/м                                                     | Микитенко Віктор Васильович        | 05.11.2010            | вища    | Партія регіонів        | АТ «Гурт», голова правління                                                                              |
| б/м                                                     | Котляр Ірина Анатоліївна           | 05.11.2010            | вища    | Партія регіонів        | КП Бердянська міська дитяча лікарня, директор                                                            |
| б/м                                                     | Кривунь Максим Анатолійович        | 05.11.2010            | вища    | Партія регіонів        | приватне підприємство «Курорти Приазов'я», директор                                                      |
| б/м                                                     | Марченко Катерина Валентинівна     | 05.11.2010            | вища    | Партія регіонів        | БДПУ, Інститут освітніх інженерно-педагогічних технологій, заступник директора кандидат економічних наук |
| б/м                                                     | Антоненко Дмитро Юрійович          | 05.11.2010            | вища    | Партія регіонів        | фізична особа-підприємець                                                                                |
| б/м                                                     | Будянський Олег Васильович         | 05.11.2010            | вища    | Партія регіонів        | ТОВ «Бердянськбудтрест», директор                                                                        |
| б/м                                                     | Кара Юрій Володимирович            | 05.11.2010            | вища    | Партія регіонів        | СПА Клуб Діодон, директор                                                                                |
| б/м                                                     | Хангалдян Славік Ваганович         | 05.11.2010            | вища    | Партія регіонів        | ТОВ «Левант», директор                                                                                   |
| б/м                                                     | Бойко Ольга Гаврилівна             | 05.11.2010            | вища    | Партія регіонів        | Запорізька облдержадміністрація, начальник управління по ЗМІ                                             |
| б/м                                                     | Чуйкова Надія Степанівна           | 05.11.2010            | вища    | Партія регіонів        | завод ЖБК, юрист                                                                                         |
| б/м                                                     | Мірошніченко Тетяна Василівна      | 05.11.2010            | вища    | Партія регіонів        | виконком управління комунальної власності, в.о. начальника                                               |
| 2                                                       | Матвеєв Сергій Олександрович       | 05.11.2010            | вища    | Партія регіонів        | ВАТ РП «Бріз», генеральний директор                                                                      |
| 3                                                       | Букало Сергій Іванович             | 05.11.2010            | вища    | Партія регіонів        | аТП-71113, директор                                                                                      |
| 5                                                       | Братеньков Іван Сергійович         | 05.11.2010            | вища    | Партія регіонів        | фізична особа-підприємець                                                                                |
| 8                                                       | Харченко Іван Іванович             | 05.11.2010            | вища    | Партія регіонів        | БУМіБ, кандидат економічних наук                                                                         |
| 9                                                       | Кондратюк Наталя Петрівна          | 05.11.2010            | вища    | Партія регіонів        | Міський відділ освіти, керівник                                                                          |
| 10                                                      | Міщенко Максим Вікторович          | 05.11.2010            | вища    | Партія регіонів        | загальноосвітня школа № 11, директор                                                                     |
| 13                                                      | Горлов Валерій Іванович            | 05.11.2010            | вища    | Партія регіонів        | ВАТ «Райагропомснам», заступник головного електрика                                                      |
| 14                                                      | Жолоб Ігор Валерійович             | 05.11.2010            | вища    | Партія регіонів        | Виконком, начальник відділу                                                                              |
| 15                                                      | Войников Володимир Миколайович     | 05.11.2010            | вища    | Партія регіонів        | ПП «Войников і Ко», директор                                                                             |
| 19                                                      | Межуєв Олександр Григорович        | 05.11.2010            | вища    | Партія регіонів        | фізична особа-підприємець                                                                                |
| 20                                                      | Аполонський Олег Віталійович       | 05.11.2010            | вища    | Партія регіонів        | БК «Дормаш», директор                                                                                    |
| 21                                                      | Байдала Віталій Вячеславович       | 05.11.2010            | вища    | Партія регіонів        | фізична особа-підприємець                                                                                |
| 26                                                      | Бабанін Олександр Олександрович    | 05.11.2010            | вища    | Партія регіонів        | ВАТ «Райагропомснап», інженер                                                                            |
| 27                                                      | Грайворонська Інна Євгеніївна      | 08.10.2013            | вища    | Партія регіонів        | ФОП |
| 28                                                      | Антошкіна Лідія Іванівна           | 05.11.2010            | вища    | Партія регіонів        | БУМіБ, ректор БУМіБ                                                                                      |
| 29                                                      | Зінчук Юрій Володимирович          | 05.11.2010            | вища    | Партія регіонів        | фізична особа-підприємець                                                                                |
| ПАРТІЯ «РУСЬ»                                           |                                    |                       |         |                        | |
| б/м                                                     | Македонський Олександр Валерійович | 05.11.2010            | вища    | «Русь»                 | ТОВ «Азовальянс-Строй», заступник директора із зовнішньо-економічної діяльності                          |
| б/м                                                     | Бокоч Василь Васильович            | 05.11.2010            | вища    | позапартійний          | МСУ-100 «Стальконструкція», начальник відділу № 2                                                        |
| Політична партія Всеукраїнське об'єднання «Батьківщина» |                                    |                       |         |                        | |
| б/м                                                     | Пономаренко Геннадій Владиславович | 05.11.2010            | вища    | ВО «Батьківщина»       | ЗАТ «Приазовкурорт», комерційний директор                                                                |
| б/м                                                     | Бондар Василь Васильович           | 05.11.2010            | вища    | ВО «Батьківщина»       | громадське об'єднання «Солідарність», голова                                                             |
| 24                                                      | Шарай Сергій Іванович              | 05.11.2010            | вища    | ВО «Батьківщина»       | приватний підприємець                                                                                    |
| 25                                                      | Шалєєв Владислав Володимирович     | 05.11.2010            | вища    | ВО «Батьківщина»       | Приватне підприємство «Бердянськмеблі», директор                                                         |
| Політична партія «Сильна Україна»                       |                                    |                       |         |                        | |
| б/м                                                     | Воробйова Світлана Геннадіївна     | 05.11.2010            | вища    | «Сильна Україна»       | приватний підприємець                                                                                    |
| б/м                                                     | Врублевський Олександр Дмитрович   | 05.11.2010            | вища    | «Сильна Україна»       | Комунальне підприємство «Рятувальна водолазна служба», керівник                                          |
| Політична партія «Фронт Змін»                           |                                    |                       |         |                        | |
| б/м                                                     | Цуканов Віктор Володимирович       | 05.11.2010            | вища    | «Фронт Змін»           | тимчасово не працює                                                                                      |
| б/м                                                     | Книш Наталія Іванівна              | 05.11.2010            | вища    | «Фронт Змін»           | приватний підприємець                                                                                    |
| 22                                                      | Молодецький Роман Феліксович       | 05.11.2010            | вища    | «Фронт Змін»           | ГО Асоціацая ОСББ «Жилмасив», президент асоціації                                                        |
| Соціалістична партія України                            |                                    |                       |         |                        | |
| б/м                                                     | Бодасюк Олена Юріївна              | 05.11.2010            | вища    | позапартійна           | ТОВ «ТПК Агрінол», юрист                                                                                 |
| б/м                                                     | Шипульський Едуард Едуардович      | 05.11.2010            | вища    | Соціалістична партія   | Бердянський машинобудівельний коледж Запорізького національного технічного університету, директор        |
| б/м                                                     | Кальчев Віктор Михайлович          | 05.11.2010            | вища    | Соціалістична партія   | КП «Міський палац спорту», головний інженер                                                              |
| б/м                                                     | Северіна Галина Степанівна         | 05.11.2010            | вища    | Соціалістична партія   | ТОВ «Київтурекспрес», старший адміністратор                                                              |
| б/м                                                     | Авер'янова Неоніла Вікторівна      | 06.11.2010            | вища    | Соціалістична партія   | ТОВ «Бердянськбудтрест», старший виконроб                                                                |
| 1                                                       | Безверхий Володимир Петрович       | 05.11.2010            | вища    | Соціалістична партія   | ТОВ «Бердянський завод залізобетоннихвиробів», директор                                                  |
| 7                                                       | Міріленко Віктор Павлович          | 05.11.2010            | вища    | Соціалістична партія   | Інженер з охорони праці, тОВ «Транском»                                                                  |
| 11                                                      | Георгієв Євген Іванович            | 05.11.2010            | вища    | позапартійний          | КП «ТМО Бердянська міська дитяча лікарня i пологовий будинок», лікар                                     |
| 17                                                      | Ткаченко Сергій Олегович           | 05.11.2010            | вища    | позапартійний          | Перший заступник міського голови, бердянська міська рада                                                 |
| 18                                                      | Фойт Анатолій Михайлович           | 05.11.2010            | вища    | позапартійний          | пенсіонер                                                                                                |
| 23                                                      | Пасько Лідія Олексіївна            | 15.11.2010            | вища    | позапартійна           | Бердянський центральний ринок, заступник директора                                                       |
| 30                                                      | Сінєок Валерій Іванович            | 05.11.2010            | вища    | Соціалістична партія   | Заступник голови правління, вАТ «Бердянський райагропромстач»                                            |

## Пам'ятки

### Території та об'єкти природно-заповідного фонду
- Парк ім. Шмідта
- Острови Малий, Великий Дзензик та архіпелаг Остапиха
- Ландшафтний заказник «Заплава річки Берда»
- Ландшафтний заказник «Оголовок Бердянської коси»
- «Дальні Макорти»
- Вікове дерево горіху грецького